# Protéine NS3
La protéine NS3 est une protéine non structurelle du virus de l'hépatite C. Elle a de nombreuses fonctions. Elle comporte un domaine sérine protéase qui constitue un tiers du peptide (extrémité N terminale) et un domaine hélicase (hélicase du VHC) qui constitue deux tiers du peptide (extrémité C terminale). L'activité protéase est en lien avec la protéine NS4A qui joue le rôle de cofacteur au sein de la protéase NS3-4A.

## Référence
Stéphane Chevaliez, Jean-Michel Pawlotsky , « Chapter 1: HCV Genome and Life Cycle » (en ligne), Seng-Lai Tan, Hepatitis C Viruses: Genomes and Molecular Biology, 2006,  (ISBN 978-1-904933-20-5) (lire en ligne)